# Eduardo Saavedra Bustos
Eduardo Antonio Saavedra Bustos (28 de marzo de 1977; Talcahuano, Chile) es un político y periodista chileno, actual alcalde de Talcahuano desde 2024.

## Vida personal
Eduardo Saavedra nació y creció en la población Esmeralda de Medio Camino en Talcahuano. Se tituló como periodista, aunque posteriormente orientó su carrera hacia la política.

## Carrera política
Se inició en política en 2013, siendo elegido consejero regional por la Región del Biobío (2014-2016). Luego fue concejal de Talcahuano para el periodo 2017-2021.
En 2024 fue electo alcalde de Talcahuano, cargo que asumió el 6 de diciembre.